# Hullettia
L'Hullettia és un gènere de la tribu de les artocàrpies que agrupa espècies d'arbres tropicals, similars als del gènere Artocarpus.

## Taxonomia
- Hulletia dumosa
- Hulletia griffithiana